# Ernest de la Porte
Ernest, baron de La Porte, né le 8 septembre 1822 à Paris et mort le 6 mars 1887 à Paris fut un officier de cavalerie et général de brigade français.

## Biographie
Le baron de La Porte s'engage comme élève de l'école spéciale militaire de Saint-Cyr en 1841 et en sort sous-lieutenant de la promotion de la Nécessité en avril 1843.
Il est grièvement blessé à Buzancy le 27 août 1870 et fait prisonnier par les Saxons.
Promu colonel en 1871, il est chef de corps du 12e régiment de chasseurs à cheval (1871-1875). Lors  du procès de la communarde Louise Michel (1830-1905), le colonel de La Porte est Président du Conseil de guerre à Versailles le 16 décembre 1871 où elle est condamnée à la déportation dans une enceinte fortifiée.
Il est promu général de brigade le 6 juillet 1878 et commandant de la Brigade de Cavalerie du 18e corps d'armée (France) (1879-1884). Il sera ensuite général de Division le 14 janvier 1885.

## Décorations
- Légion d'honneur : chevalier (29/12/1860), officier (2/06/1870), commandeur (3/08/1875)

## Généalogie
- Il est fils de Claude-Turiaf de La Porte (1790-1869) et de Jeanne Cholet (1801-1862) ;
- Il épouse en 1853 Marie-Laure Sylvestre (1828-1907), dont :
  - Caroline (1853-1956) x 1880 Jean-Ferdinand de La Celle (1852-1937), chevalier de la Légion d'honneur
  - Marie-Laure (1861-1936) x 1875 Henri, baron de Gyvès (1852-1926)
  - Clémence (°1860-?) x Louis de Guillebon (1864-1919), officier de la Légion d'honneur